# Fusarium inflexum
Fusarium inflexum är en svampart som beskrevs av R. Schneid. 1975. Fusarium inflexum ingår i släktet Fusarium och familjen Nectriaceae.   Inga underarter finns listade i Catalogue of Life.